# Кубок Федерації 2009
Кубок Федерації 2009 — 47-й за ліком розіграш найпристижнішого кубка серед жіночих збірних команд з тенісу.
Діючим чемпіоном та переможцем Кубка 2008 є  збірна Росії.

## Світова група

### Сітка
|  | Чвертьфінали                        | Чвертьфінали |              |   | Півфінали | Півфінали |  |  | Фінал | Фінал |
|  |                                     |              |              |   |           |           |  |  |       |       |
|  | 7-8 лютого — Москва, Росія (хард)   |              |              |   |           |           |  |  |       |       |
|  |                                     |              |              |   |           |           |  |  |       |       |
|  | 1 Росія                             | 5            |              |   |           |           |  |  |       |       |
|  | 1 Росія                             | 5            | 25-26 квітня |   |           |           |  |  |       |       |
|  | КНР                                 | 0            |              |   |           |           |  |  |       |       |
|  | КНР                                 | 0            | 1 Росія      | 1 |           |           |  |  |       |       |
|  | 7-8 лютого — Орлеан, Франція (хард) |              | 1 Росія      | 1 |           |           |  |  |       |       |
|  |                                     | 4 Італія     | 4            |   |           |           |  |  |       |       |
|  | 4 Італія                            | 4 Італія     | 4            | 5 |           |           |  |  |       |       |
|  | 4 Італія                            |              | 7-8 лютого   | 5 |           |           |  |  |       |       |
|  | Франція                             | 0            |              |   |           |           |  |  |       |       |
|  | Франція                             | 0            | 4 Італія     | 4 |           |           |  |  |       |       |
|  | 7-8 лютого — Сюпрайс, США (хард)    |              | 4 Італія     | 4 |           |           |  |  |       |       |
|  |                                     | 3 США        | 0            |   |           |           |  |  |       |       |
|  | Аргентина                           | 3 США        | 0            | 2 |           |           |  |  |       |       |
|  | Аргентина                           | 25-26 квітня |              | 2 |           |           |  |  |       |       |
|  | 3 США                               | 3            |              |   |           |           |  |  |       |       |
|  | 3 США                               | 3            | 3 США        | 3 |           |           |  |  |       |       |
|  | 7-8 лютого — Брно, Чехія (ковёр)    |              | 3 США        | 3 |           |           |  |  |       |       |
|  |                                     | Чехія        | 2            |   |           |           |  |  |       |       |
|  | Чехія                               | Чехія        | 2            | 4 |           |           |  |  |       |       |
|  | Чехія                               |              |              | 4 |           |           |  |  |       |       |
|  | 2 Іспанія                           | 1            |              |   |           |           |  |  |       |       |
|  | 2 Іспанія                           | 1            |              |   |           |           |  |  |       |       |

## Світова група II
| Місто (покриття)              |            | Рахунок |               |
| ----------------------------- | ---------- | ------- | ------------- |
| Братислава, Словаччина (хард) | Словаччина | 3-1     | Бельгія (1)   |
| Цюрих, Швейцарія (хард)       | Швейцарія  | 2-3     | Німеччина (4) |
| Белград, Сербія (хард)        | Сербія     | 4-0     | Японія (3)    |
| Харків, Україна (хард)        | Україна    | 3-2     | Ізраїль (2)   |

## Зона Америка

### Група I
Місце проведення: Uniprix Stadium, Монреаль, Канада (хард)
Збірні розіграшу
- Багамські Острови
- Бразилія
- Венесуела
- Канада
- Колумбія
- Парагвай
- Пуерто-Рико

### Група II
Місце проведення: Parque del Este, Санто-Домінго, Домініканська Республіка (хард)
Збірні розіграшу
- Бермудські Острови
- Болівія
- Гватемала
- Гондурас
- Домініканська Республіка
- Куба
- Мексика
- Панама
- Перу
- Тринідад і Тобаго
- Уругвай
- Чилі
- Еквадор

## Зона Азія/Океанія

### Група I
Місце проведення: State Tennis Centre, Перт, Австралія (хард)
Збірні розіграшу
- Австралія
- Індія
- Індонезія
- Нова Зеландія
- Південна Корея
- Таїланд
- Китайський Тайбей
- Узбекистан

### Група II
Місце проведення: State Tennis Centre, Перт, Австралія (хард)
Збірні розіграшу
- Гонконг
- Іран
- Казахстан
- Сінгапур
- Сирія
- Туркменістан

## Зона Європа/Африка

### Група I
Місце проведення: Coral Tennis Club, Таллінн, Естонія (хард)
Збірні розіграшу
- Австрія
- Білорусь
- Болгарія
- Боснія і Герцеговина
- Велика Британія
- Угорщина
- Данія
- Люксембург
- Нідерланди
- Польща
- Румунія
- Словенія
- Хорватія
- Швеція
- Естонія

### Група II
Місце проведення: Marsa Sports Club, Слієма, Мальта (хард)
Збірні розіграшу
- Грузія
- Латвія
- Литва
- Марокко
- Португалія
- Туреччина
- ПАР

### Група III
Місце проведення: Marsa Sports Club, Слієма, Мальта (хард)
Збірні розіграшу
- Азербайджан
- Алжир
- Вірменія
- Греція
- Єгипет
- Зімбабве
- Ірландія
- Ісландія
- Ліхтенштейн
- Мальта
- Молдова
- Чорногорія
- Норвегія
- Туніс
- Фінляндія